# Смуравйово (аеродром)
Смуравйово (рос. Смуравьёво) (також Гдов) — військовий аеродром російських ВПС і колишнє закрите місто віддалене 14 км на північний схід від Гдова, в Псковській області Росії. З 2009 аеродром закритий.

## Історія
Символом міста був МіГ-21 на постаменті, а на базі дислокувався 722-й бомбардувальний авіаційний полк на літаках Су-24. 722-й бомбардувальний авіаційний полк перебував у підпорядкуванні 149-ї змішаної авіаційної дивізії, також дислокованої на базі. Під час розпаду Радянського Союзу полк входив до складу 13-ї повітряної армії, а після реорганізації в 1998 році й до розформування до 6-ї армії ППО і ППО.
У 1994 році сюди переселили багатьох військовослужбовців і льотчиків з підрозділів групи військ у Східній Німеччині. Населення міста на той час становило близько 4 000 жителів. 
Близько 2010 року авіабаза була закрита.

### Закриття міста та аеропорту
Під час реформ 2008 року, запроваджених міністром оборони Анатолієм Сердюковим, місцеві жителі не вітали закриття аеропорту, оскільки це залишило сотні безробітних без відповідних альтернатив. Мешканцям було припинено газопостачання, і місто залишилося руйнуватися. Також у поганому стані системи водопостачання – місцеві жителі вже живуть без надійного водопостачання, а місцеву водонапірну вежу прозвали «Пізанською вежею». Якщо вежа впаде, місто також втратить водопостачання. 
Будівництво школи на ділянці між житловими будинками міста та аеродромом було призупинено після відходу військових, залишилося добудованим лише 2 з 3 поверхів школи. Мародери руйнують будівлю, і, за словами місцевих жителів, нинішній стан школи настільки погіршився, що вона здається придатним місцем для зйомок фільму про війну в Сирії чи якийсь інший конфлікт. .

## Катастрофи та інциденти
- 19 лютого 2002 року на кордоні між Плюсським і Гдовським районами Псковської області (у лісі у 2 км на північ від села Мишка) зазнав катастрофи літак Су-24 722-го БАП. При польоті на малій висоті в складних метеоумовах екіпаж припустився помилки та не розрахував зниження. Майор Володимир Шостенко та полковник Олександр Дроздецький загинули. [4].